# Australorp
L'Australorp è una razza di pollo di origine australiana. Ha raggiunto la popolarità in tutto il mondo negli anni 1920 dopo che la razza ha battuto numerosi record mondiali per numero di uova deposte e, da allora è diventata una razza popolare nel mondo occidentale. È una delle otto razze di pollame create in Australia. Il colore più popolare della razza è il nero.

## Storia
Lo stock originale utilizzato nello sviluppo dell'Australorp fu importato in Australia dall'Inghilterra dai cantieri Black Orpington di William Cook e Joseph Partington nel periodo dal 1890 all'inizio del 1900 con Rhode Island Red. Gli allevatori locali hanno utilizzato questo stock insieme a incroci con galline di Minorca, Livorno bianca e Langshan per migliorare le caratteristiche. L'enfasi dei primi allevatori era sulle caratteristiche di utilità. A quel tempo, gli uccelli risultanti erano conosciuti come Australian Black Orpingtons.
L'origine del nome "Australorp" sembra essere avvolta da tante controversie. La prima rivendicazione del nome è stata fatta da una delle istituzioni del pollame, Wiliam Wallace Scott, prima della prima guerra mondiale. Dal 1925 Wal Scott si mise al lavoro per far riconoscere l'Australorp come razza. Altrettanto convincente un'affermazione arrivò nel 1919 da Arthur Harwood che suggerì che gli "Australian Laying Orpingtons" fossero chiamati "Australs". Le lettere "orp" sono state suggerite come suffisso per denotare la razza principale nello sviluppo del pollo. Un'ulteriore rivendicazione all'estero del nome venne dal britannico. Certo è che il nome "Australorp" veniva usato all'inizio degli anni 1920, quando la razza fu lanciata a livello internazionale. Nel 1929, l'Australorp fu ammesso allo Standard of Perfection.

## Caratteristiche
L'Australorp ha tre colori riconosciuti secondo l'Australian Poultry Standard: nero, bianco e blu. Gli Australorps bianchi sono stati registrati dal 1949 ma sono stati riconosciuti solo nella seconda edizione degli Australian Poultry Standards nel 2011. Il Poultry Club South Africa riconosce altri quattro colori: camoscio, a macchie, grano e dorata.

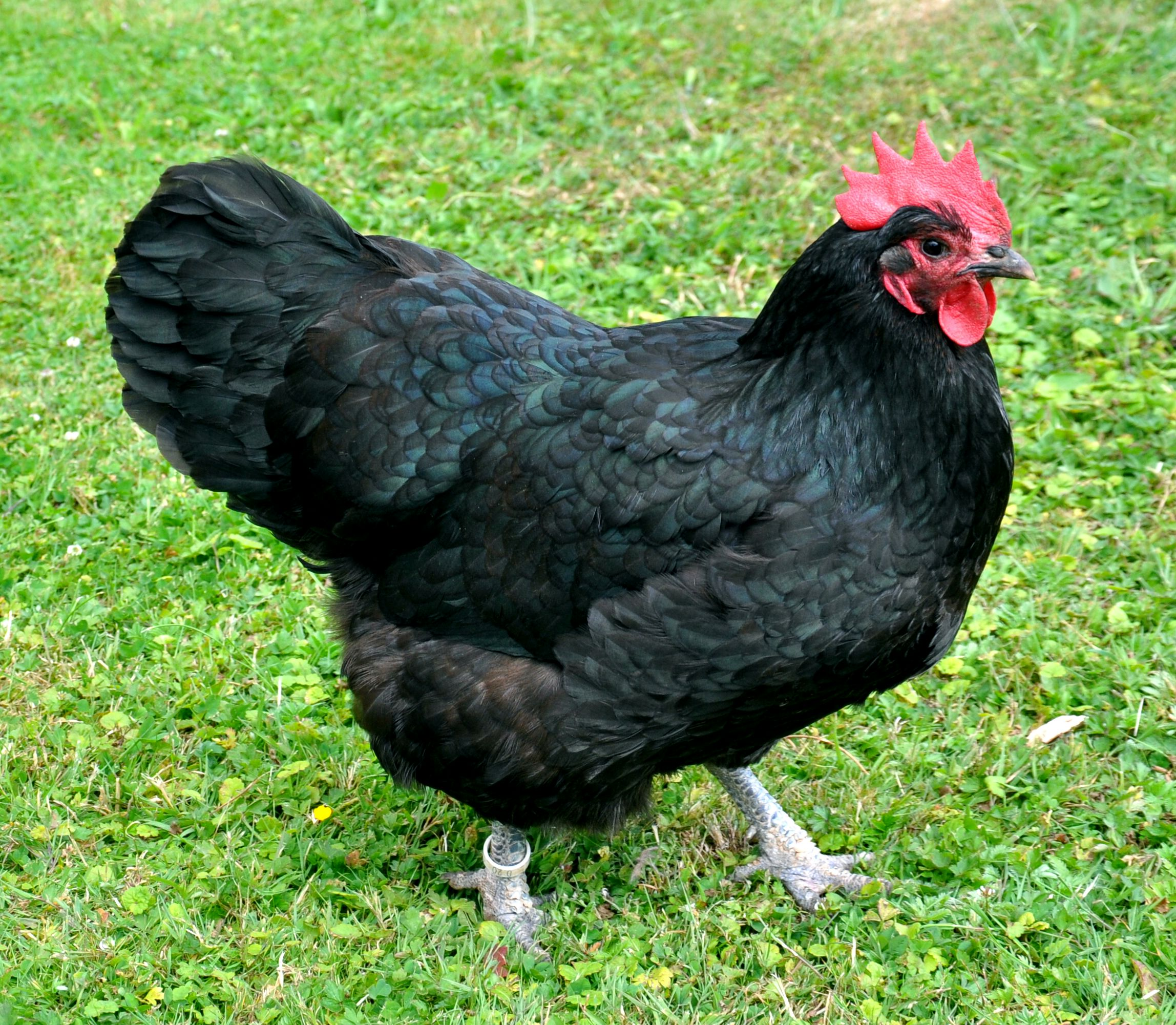
Gallina nera
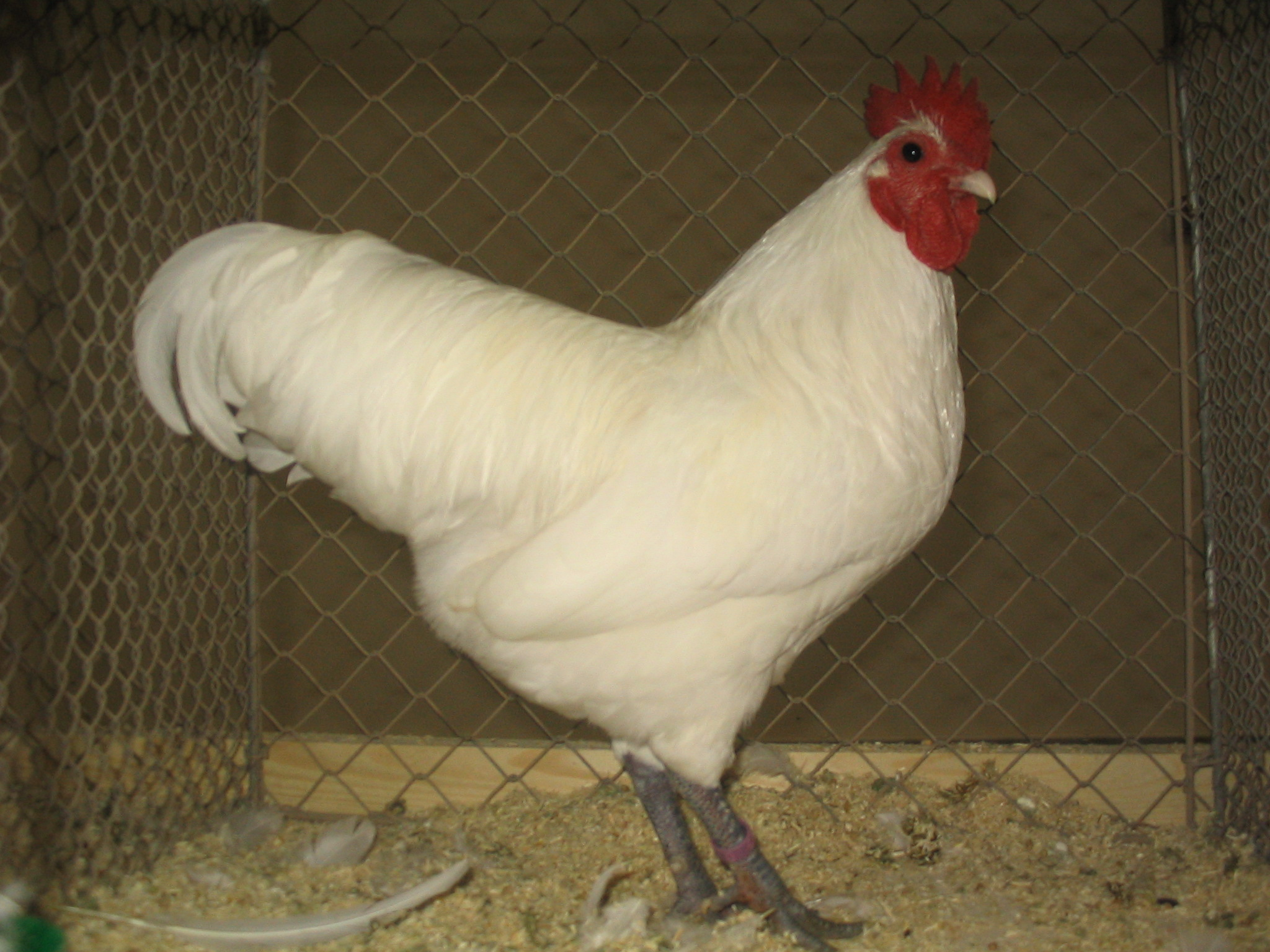
Gallo bianco
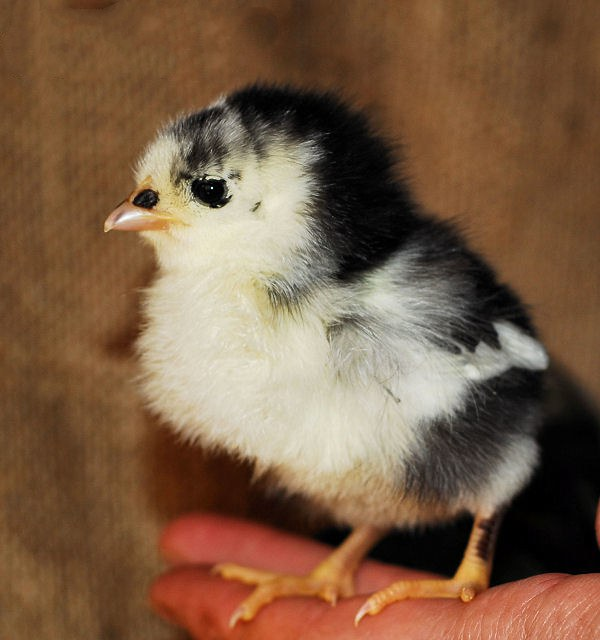
Pulcino di tre giorni

## Uova
Fu la prestazione di deposizione delle uova dell'Australorps che attirò l'attenzione del mondo quando nel 1922-1923 una squadra di sei galline stabilì un record mondiale deponendo 1 857 uova per una media di 309,5 uova per gallina durante 365 giorni consecutivi di prova. Gli Australorps ben curati depongono circa 250 uova all'anno. Un nuovo record è stato stabilito quando una gallina ha deposto 364 uova in 365 giorni. Sono anche note per essere brave nidificatrici e madri, rendendole una delle razze di polli più popolari.